# 神保絵利子
神保 絵利子（じんぼ えりこ、1968年4月3日 - ）は、岐阜新聞社の記者で、同社統合編集局クロスメディア担当部長。岐阜放送（ぎふチャン）の元アナウンサー。

## 略歴
岐阜県大垣市出身。出身校については明言されていないが、2010年代に愛知学院大学岐阜県同窓会の理事およびパネルディスカッションのコーディネーターを務めていたことがある。
岐阜放送のアナウンサーを務めた後、同局と岐阜新聞社の相互人材交流の一環として、2009年4月から岐阜新聞社に出向。以後は同社で記者を務めている。また「岐阜新聞 記者」の肩書で、ぎふチャンラジオ2019年10月の番組改編とともにスタートした『週刊ラジオ 聴く新聞』のパーソナリティを務めている。

## 担当番組

### テレビ番組
- らぶらぶワイドぎふTODAY - キャスター
- 忙中閑談
- アンヨはじょうず - ナレーター
- GBS TV NEWS
- ランチタイムニュース
- プチクッキング - ナレーター
- あなたの街から - 大垣市の回担当

### ラジオ番組
- 歌のない歌謡曲（企画ネット番組）
- ゆうかんHOTタイム - 月曜・火曜・水曜担当
- サタデーミュージック
- 岐阜新聞ニュース
- 家族への手紙
- Hotひと息音楽本舗
- ゆうやけラジオ - 水曜・木曜・金曜担当
- 鈴江・神保のときめきぐっモーニング
- まじかる♪エブリディ
- 中村こずえのみんなでニッポン日曜日!（ニッポン放送） - 「日曜ネットワーク」岐阜放送担当回でのリポーター
- 週刊ラジオ 聴く新聞